# Kayla Ewell
Kayla Noelle Ewell, född 27 augusti 1985 i Long Beach, Kalifornien, är en amerikansk skådespelare, mest känd för sina roller i Glamour, Nollor och nördar och The Vampire Diaries.  I serien The Vampire Diaries spelar Kayla en av rollerna vid namn Vicki.
Ewell tog dans-, sång- och skådespelarlektioner under skoltiden vid Los Alamitos High School.